# Expérience
Expérience és d'un grup francès de rock creat en 2000 per Michel Cloup, ex Diabologum. El grup estava originalment format per Michel Cloup (guitarra, cors i sampler), Francisco Esteves (baix), Patrice Cartier (bateria) i Widy Marché (guitarra). Widy Marché va deixar la formació el 2006 per perseguir altres projectes musicals.
La seva música és barreja de rock pur i música electrònica on les lletres tenen un fort component de crítica social i política. El 2008 havien realitzat més de 150 concerts a França, Espanya, Bèlgica, Itàlia, Suïssa i Rússia.
Hémispherè Gauche estava gravat des d'abril de 2003 i el mesclaren a l'estiu amb la intenció de treure'l a l'octubre, però varen haver d'esperar sis mesos als nous contractes amb la discogràfica Labels.

## Discografia
- Aujourd'hui, maintenant.LP (2001) - Lithium[2][3]

1. "Aujourd'hui, maintenant" (4' 04")
2. "Essayer" (3' 12")
3. "Entre voisins" (5' 01")
4. "Deux" (3' 09")
5. "La question ne se pose pas" (3' 46")
6. "Les Ouvriers coréens" (2' 23")
7. "West Houston street" (4' 03")
8. "Fin 82 - Débur 83" (1' 03")
9. "La pièce du frigo" (6' 22")
10. "Pour ceux qui aiment le jazz" (8' 50")

- Hémisphère gauche (2004) - labels[4]

1. "Résumé De Futurs Épisodes Précédents" (4' 36")
2. "Too Much Love" (3' 25")
3. "Hémisphère Gauche" (3' 25")
4. "Traquer La Fièvre Massacrer L'ennui" (3' 01")
5. "Drivin'" (3' 58")
6. "Bienvenue" (4' 29")
7. "Le Diable Sur Ta Porte" (3' 33")
8. "Somebody Else But Me" (3' 33")
9. "Pauvres Petits Occidentaux" (6' 17")
10. "La Nuit" (4' 26")

- Positive karaokewith a gun/negative karaoke with a smile (2005) - Boxson i Green UFOS[5]
- Nous (en) sommes encore là (2008) - Boxson i Green UFOS

1. "Entendre Ça" (5' 01")
2. "Une Larme Dans Un Verre D'eau" (3' 30")
3. "Les Aspects Positifs Des Jeunes Énergies Négatives" (4' 03")
4. "Ils Sont Devenus Fous" (3' 39")
5. "Something Broken (Featuring Mary Jane)" (3' 29")
6. "Il Y A Toujours Une Lumière" (7' 14")
7. "Ever Got The Feeling You've Been Cheated?" (5' 17")
8. "La République Invisible (Featuring Arm)" (6' 34")
9. "La Vérité" (2' 28")
10. "Petite Précision (À L'attention D'un Ami)" (56")
11. "Des Héros" (4' 09")
12. "Retrouvée (Featuring Mary Jane)" (4' 02")
13. "Entre Deux" (5' 05")
14. "Nous (En) Sommes Encore Là" (9' 45")